# Mai 1844

## Événements
- Bugeaud attaque avec succès à Ouarezzedine les Flissas, tribu kabyle vivant entre l’Issers et le Sebaou.

- 3 mai :
  - Gouvernement Ramón María Narváez y Campos en Espagne.
  - France : loi sur la chasse, instaurant un permis. La chasse avec des lévriers est interdite.

- 17 mai : le duc d'Aumale réoccupe Biskra et reçoit la soumission des Ouled-Soltan. Le général Marey avance jusqu’à Laghouat en mai-juin.

- 18 mai : Vie de Rancé, de Chateaubriand.

- 23 mai : annonce du Báb à Shiraz (Iran) de sa mission messianique. Premier jour du calendrier Badi`, le calendrier du bahaïsme.

- 30 mai : les troupes de l'empereur du Maroc envahissent l'Algérie et « viennent insulter le général de Lamoricière ».

## Naissances
- 7 mai : Armand Landrin (mort en 1912), géologue et ethnologue français.
- 21 mai : Henri (le Douanier) Rousseau, peintre français († 2 septembre 1921).
- 30 mai : Félix Arnaudin, poète et photographe français († 1921).

## Décès
- 2 mai : William Thomas Beckford, écrivain et collectionneur d’art anglais (° 1759).